# Senat des Parlaments der Tschechischen Republik

Sitzverteilungen im Tschechischen Senat von 1996 bis 2012

Der Senat des Parlaments der Tschechischen Republik (tschechisch Senát Parlamentu České republiky) wurde mit der Verfassung aus dem Jahr 1992 als Oberhaus des tschechischen Parlaments geschaffen. Die ersten Senatswahlen fanden 1996 statt.

## Geschichte
Der Senat steht in der Tradition des Senats der Nationalversammlung in der ersten Tschechoslowakischen Republik. Dieser bestand gemäß der am 29. Januar 1920 angenommenen Verfassung von 1920 bis 1938, durchaus im Sinne der österreichisch-ungarischen Tradition und nach den Vorbildern Frankreich und USA. Dieser Senat hatte 150 Mitglieder, die für eine Dauer von acht Jahren gewählt wurden. Das Mindestalter für eine Kandidatur zum Senat lag bei 45 Jahren. Die ersten Senatswahlen fanden im Mai 1920, kurz nach den ersten Parlamentswahlen, statt.

## Zusammensetzung
Aktuell sind folgende Klubs (Fraktionen) im Senat vertreten (Stand nach den Senatswahlen im Herbst 2024):
- Klub der Občanská demokratická strana (ODS) und TOP 09 – 29 Mandate (18 ODS, 7 TOP 09, je 1 Svobodni, T2020, ProMOST, Unabhängige)
- Klub Starostové a nezávislí (STAN) – 18 Mandate (15 STAN, 3 SLK)
- Klub KDU-ČSL – 12 Mandate (12 KDU-ČSL)
- Klub SEN 21 und Česká pirátská strana (Piráti) – 5 Mandate (2 SEN21, 1 Piráti, 1 RH)
- Klub ANO 2011 und Česká strana sociálně demokratická (ČSSD) – 14 Mandate (12 ANO, 1 Přísaha, 1 CSSD)
- ohne Klubzugehörigkeit: 2 Mandate

## Wahlen

### Wahlsystem

Wahlkreise für die Senatswahlen

Der Senat kann nicht aufgelöst werden. Die Senatoren werden aus wahlkreisbezogenen Kandidaten durch eine Personenwahl nach Mehrheitswahlrecht gewählt. Entsprechend der Anzahl der Wahlkreise besteht der Senat aus 81 Personen, die mindestens 40 Jahre alt sein müssen. Die Kandidaten können von politischen Parteien vorgeschlagen (und unterstützt) werden oder unabhängig kandidieren. Unabhängige Kandidaten müssen eine Liste mit mindestens 1000 Unterschriften von Personen vorlegen, die ihre Kandidatur unterstützen. Außerdem ist eine Kaution in Höhe von 20 000 tschechischen Kronen zu stellen.
Die Senatoren werden für jeweils 6 Jahre gewählt. Erreicht keiner der Kandidaten in einem Wahlkreis eine absolute Mehrheit der Stimmen, so findet zwischen den beiden bestplatzierten Kandidaten eine Stichwahl statt. Die Wahlen erfolgen im Abstand von zwei Jahren, wobei jeweils in einem Drittel der Wahlkreise gewählt wird. Als Wahlkandidaten treten oft bekannte oder honorige Personen des öffentlichen Lebens auf.
Bei den ersten Wahlen wurde ein Drittel der Senatoren für zwei Jahre, ein weiteres Drittel für vier Jahre und der Rest für sechs Jahre gewählt.
Bei den regulären Wahlen wird gemeinsam in den Wahlkreisen 1, 4, 7, … 79, zwei Jahre später in den Wahlkreisen 2, 5, 8, … 80, und nochmal zwei Jahre später schließlich in den Wahlkreisen 3, 6, 9, … 81 gewählt. Sollte ein Senator oder eine Senatorin vorzeitig aus dem Amt scheiden, so wird der Nachfolger im entsprechenden Wahlkreis durch eine Nachwahl bestimmt.

### Ergebnisse
1996 • 1998 • 2000  • 2002  • 2004 • 2006 • 2008 • 2010 • 2012 • 2014 • 2016 • 2018 • 2020 • 2022

## Kompetenzen

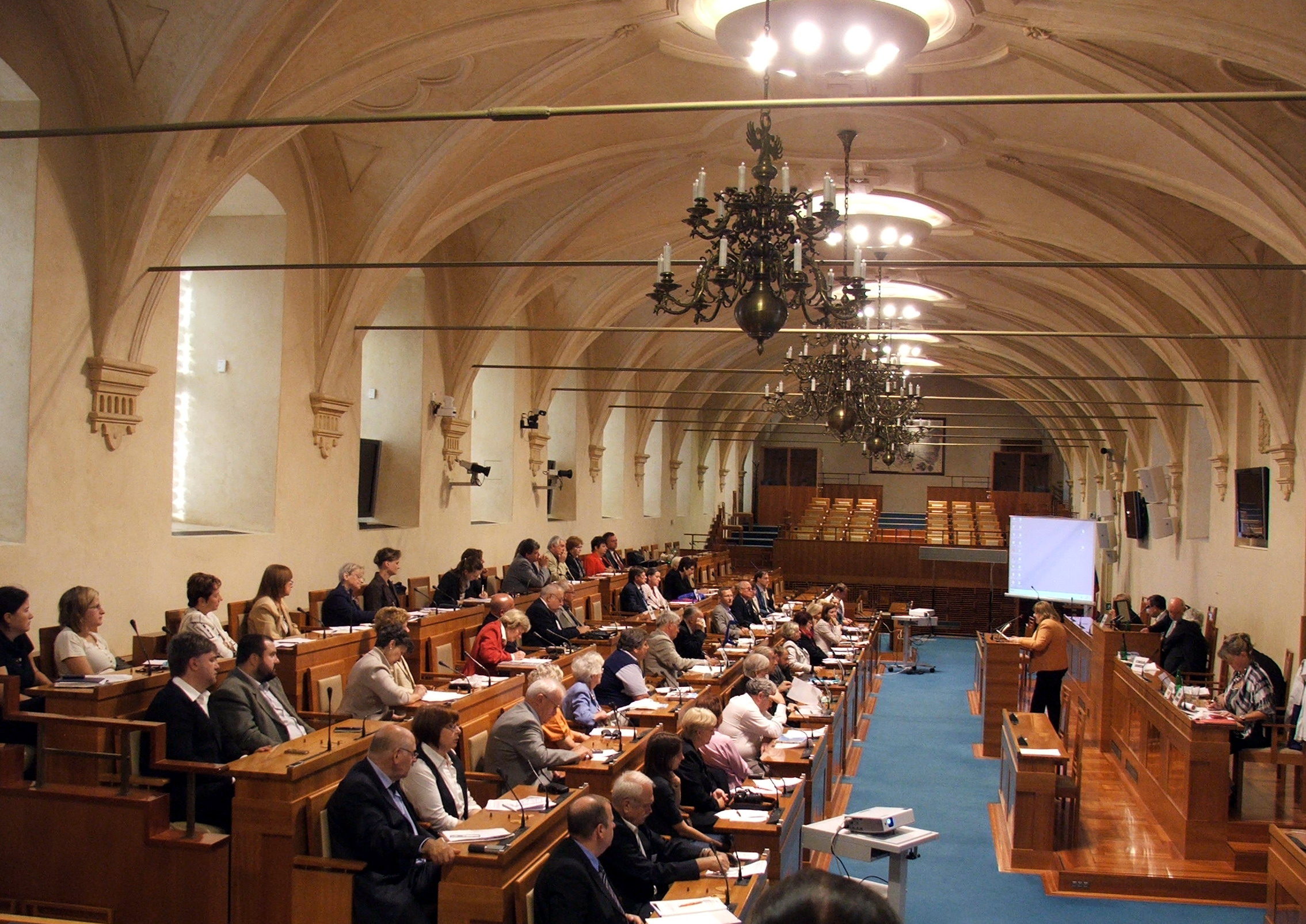
Senatsmitglieder im Palais Waldstein

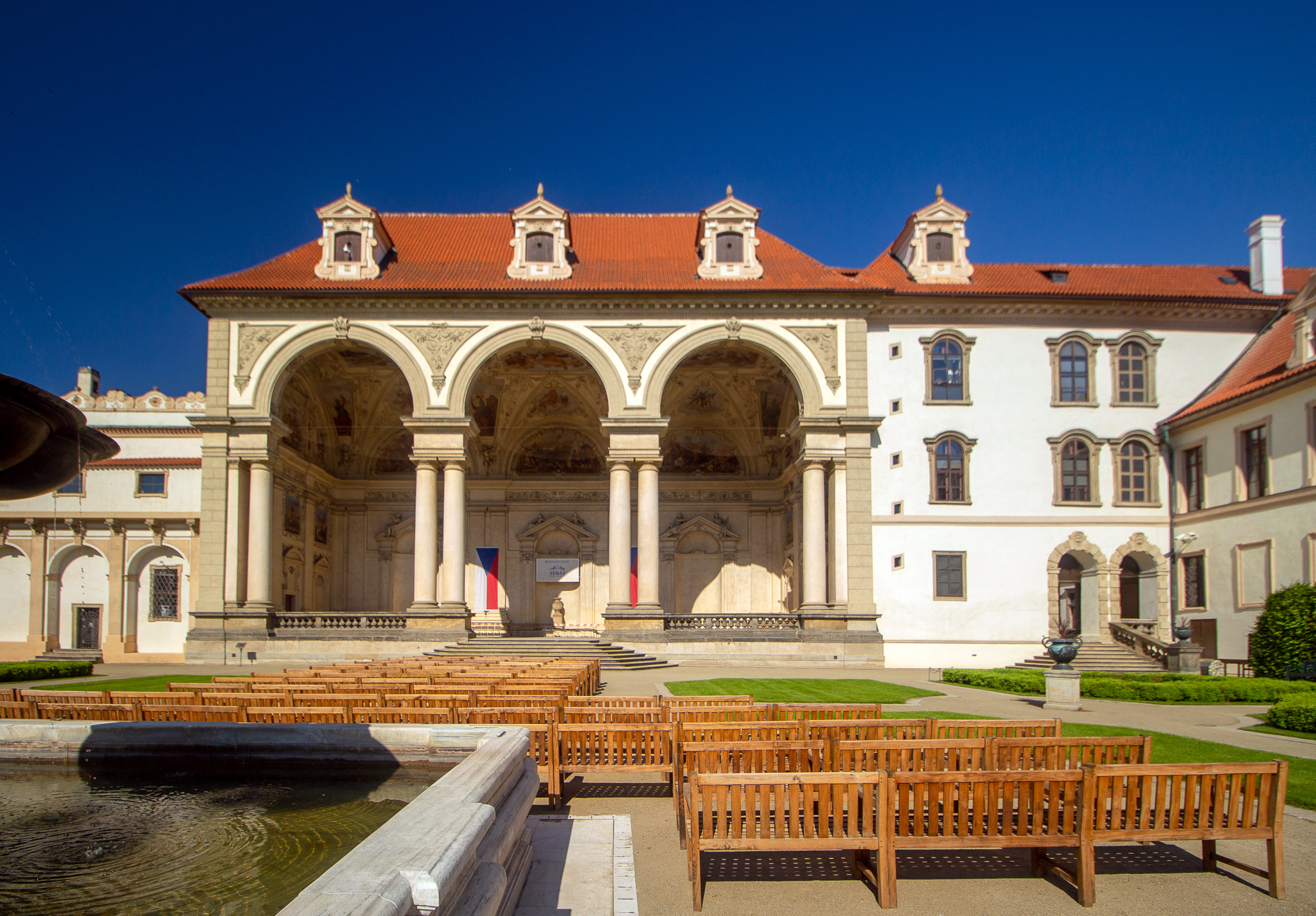
Sala terrena

Stimmt der Senat einem Gesetz nicht zu, muss es von der Abgeordnetenkammer mit der Mehrheit aller Abgeordneten wieder gebilligt werden. Die Zustimmung des Senats wird lediglich bei Änderungen des Verfassungsgesetzes und der Wahlgesetze benötigt. In alleiniger Verantwortung bestätigt der Senat die von dem Präsidenten ernannten Verfassungsrichter. Gemeinsam mit der Abgeordnetenkammer wählte der Senat bis zum Inkrafttreten einer Verfassungsänderung im Jahr 2013 für fünfjährige Amtszeiten den Präsidenten der Tschechischen Republik. Seither wird der Präsident der Tschechischen Republik weiterhin für fünfjährige Amtszeiten, jedoch direkt vom Volk, gewählt.

## Vorsitzende
Der Senat wählt nach jeder Senatswahl einen Vorsitzenden (předseda).
- 1996–1998 Petr Pithart (KDU-ČSL)
- 1998–2000 Libuše Benešová (ODS)
- 2000–2004 Petr Pithart (KDU-ČSL)
- 2004–2010 Přemysl Sobotka (ODS)
- 2010–2018 Milan Štěch (ČSSD)
- 2018–2020 Jaroslav Kubera[1] (ODS)
- seit 2020 Miloš Vystrčil (ODS)

## Sitz des Senats
Sitz des Senats ist das Palais Waldstein in Prag, Nebenstellen sind das Palais Kolovrat und das Kleine Palais Fürstenberg. Der Sitzungssaal des Senats befindet sich in den umgebauten ehemaligen Stallungen des Waldsteinpalais.